# D no shokutaku 2
D no shokutaku 2, también conocido como D2, es un videojuego de terror creado por la compañía japonesa WARP publicado por Sega en Japón y en Estados Unidos para la consola Dreamcast en 1999. D2 es una secuela de D a pesar de no tener conexión con el primer juego, salvo por la apariencia y el nombre de pila del protagonista, Laura. Este juego fue escrito y dirigido por Kenji Eno, que también escribió y dirigió la original D.

## Desarrollo
El desarrollo de D2 empezó como un juego para la consola Panasonic M2, la sucesora de la consola 3DO.
En esta primera versión, una Laura embarazada está en un vuelo de pasajeros a Rumania que es atacado por una fuerza sobrenatural. El avión se estrella y su hijo no nacido es llevado por el diablo a la Transilvania medieval, para ser el hijo de un duque viudo que vendió su alma por un hijo. El jugador asume el papel del hijo de Laura, que entra en la edad adulta y debe escapar de un gran castillo y luchar contra el diablo para salvar a su padre. A diferencia del D original, pero al igual que el D2 que se lanzó para Dreamcast, el juego iba a contar con escenas de vídeo de movimiento completo, pero con una jugabilidad totalmente desarrollada con gráficos en tiempo real, y consistente tanto en la resolución de puzles como en el combate.
El juego estaba 50 por ciento terminado cuando Panasonic anunció oficialmente que el M2 no iba a ser puesto en producción. WARP se enfocaría en desarrollar el juego para la Sega Saturn, sin embargo, Kenji Eno decidió abandonar este concepto y crear un juego completamente nuevo para el Dreamcast.

## Trama
El juego comienza con Laura Parton quedándose dormida en un viaje en avión a un lugar desconocido. Después de que se sobresaltó por un tono sobre el sistema del avión PA y una conversación amistosa con un compañero de viaje llamado David, un grupo de terroristas, que parecen estar guiados por una especie de culto misterioso toma el control del avión violentamente. David, que resulta ser un agente especial del FBI, intenta detener a los terroristas pero su plan se ve frustrado cuando un meteorito golpea el avión, mandándolo a estrellarse en los bosques de Canadá. Después de una serie de malos sueños, Laura despierta en una pequeña cabaña al cuidado de Kimberly Fox, poeta y compositor que también sobrevivió al accidente. Kimberly le explica que diez días han pasado desde el accidente, aunque Kimberly solo la había encontrado a cierta distancia del lugar del accidente dos días antes, dejando a un extraño de ocho días de distancia. La paz se rompe cuando otro sobreviviente, uno de los secuestradores, se tambalea en la cabina antes de que repentinamente transformarse en una espantosa de plantas como el monstruo. Aquí, Laura y Kimberly se encontraran con Parker Jackson investigador CETI y superviviente del accidente que lleva a cabo una investigación sobre el monstruo, pero fue expulsado por una desconfiada Kimberly.
Laura a continuación, se establece en el desierto con el fin de investigar la posibilidad de ponerse en contacto con el mundo exterior y la búsqueda de otros sobrevivientes, solo para descubrir que más extrañas y horribles criaturas están al acecho en la zona, como algo que está causando los supervivientes del accidente de mutar en la misma mismos monstruos que hay que evitar y luchar mientras viajaba por la región. Ella está sumido aún más en el misterio cuando ella tiene que aventurarse en una instalación minera abandonada con el fin de localizar a Jannie, una niña perdida Kimberly había encontrado junto a Laura y uno de los pasajeros del avión antiguos.

## Modo de juego
La mayor parte de D2 implica explorar los bosques de Canadá desde una perspectiva en tercera persona.
Al explorar el desierto, el jugador se encontrará con batallas al azar, al igual que las de un videojuego de rol. Cuando la lucha contra los monstruos, el jugador no puede moverse Laura, pero solo buscan sus armas. 
La derrota de estas criaturas Laura gana puntos de experiencia, que se utilizan para nivelar Laura, aumentando a su límite la salud. Laura está inicialmente equipada con una ametralladora con munición ilimitada y un rifle de caza, que se utiliza para cazar animales para la carne de la que puede utilizar para recuperar la salud.

## Recepción
D2 provocó reacciones contradictorias en los encuestados. Además, aplaudieron los gráficos, la música, y la narración de profundidad. Sin embargo, criticaron el modo de juego real de ser repetitivo, aburrido y enterrado con escenas de corte. Tanto GameSpot y IGN le dio una puntuación de 6.2. En Japón, la revista Famitsu le dio una puntuación de 32 de 40.